# Voskovka kuželovitá
Voskovka kuželovitá (Hygrocybe conica), jinak také šťavnatka kuželovitá, je druh houby z čeledi šťavnatkovité (Hygrophoraceae).

## Znaky
Klobouk dorůstá 2–10 cm v průměru. Po celou dobu vývoje si zachovává svůj tvar ostrého kužele, v pokročilém stáří se okraje stáčí nahoru a klobouk je tak mírně zvoncovitý, špičatý hrbol je stále výrazný. Pokožka hladká, jemně podélně vrásčitá, slizká, za sucha lesklá. Vyznačuje se výrazným žlutým, oranžovým nebo červeným zbarvením.
Lupeny tenké, různě vysoké, ke třeni volně připojené, na klobouku řídce uspořádané, zbarvení se pohybuje v odstínech žluté. Výtrusný prach je bílý.
Třeň je válcovitý, 6–10 cm vysoký, dutý, žlutý, na spodní části s červeným nebo zeleným šrafováním.
Dužnina je velmi křehká, žlutá až oranžová, bez výrazné vůně.
Všechny části plodnice poraněním či stárnutím černají.

## Užití
Jedná se o jedovatou houbu. Po požití se projevují silné žaludeční a střevní potíže.

## Ekologie
Ve vyšších polohách lze tuto voskovku najít u cest, na vlhkých loukách a pastvinách, ve světlých lesích a na jejich okrajích. Roste od června do listopadu.

## Rozšíření
Výskyt byl popsán v Severní Americe, Asii a Evropě.

## Galerie

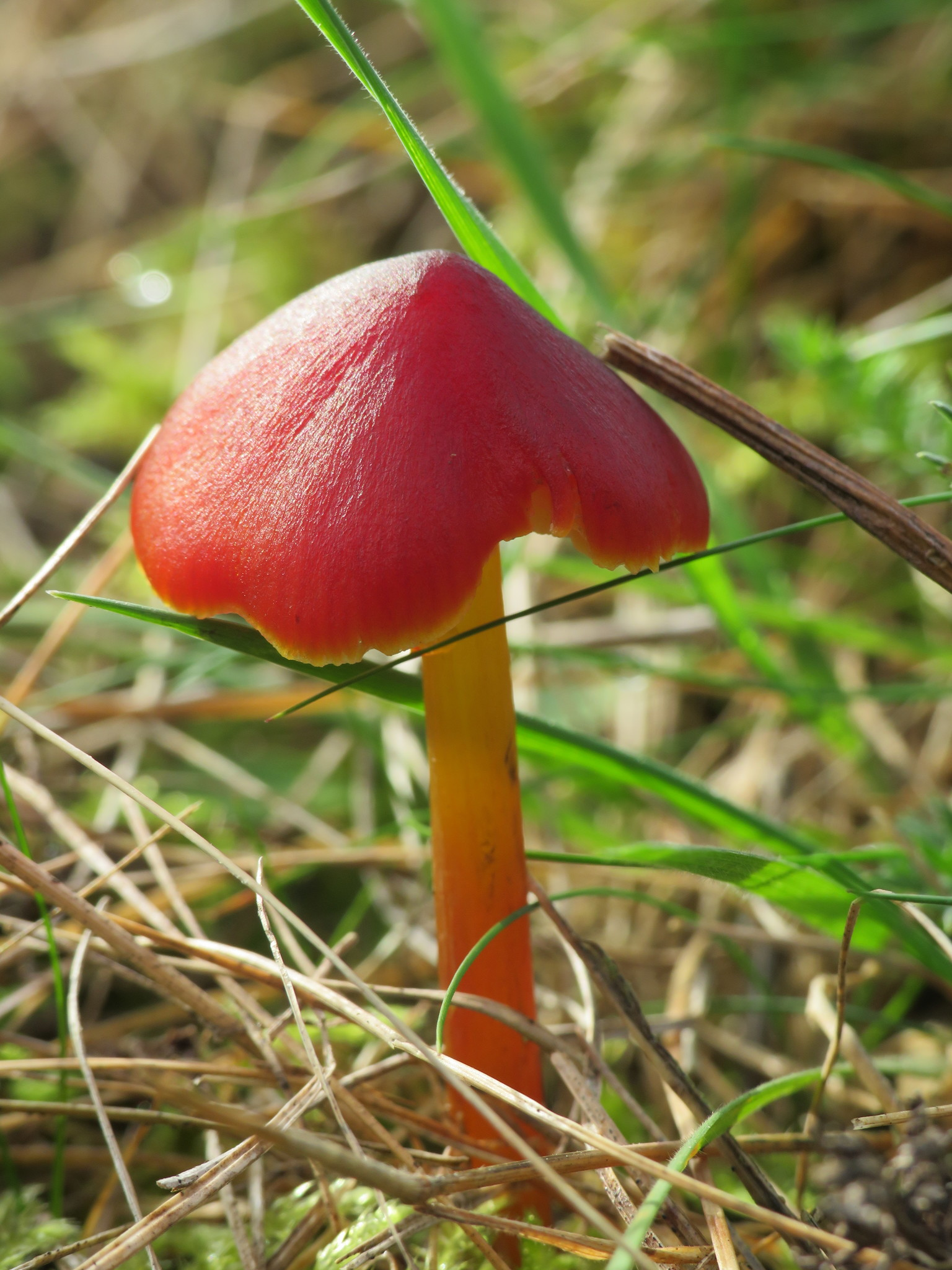
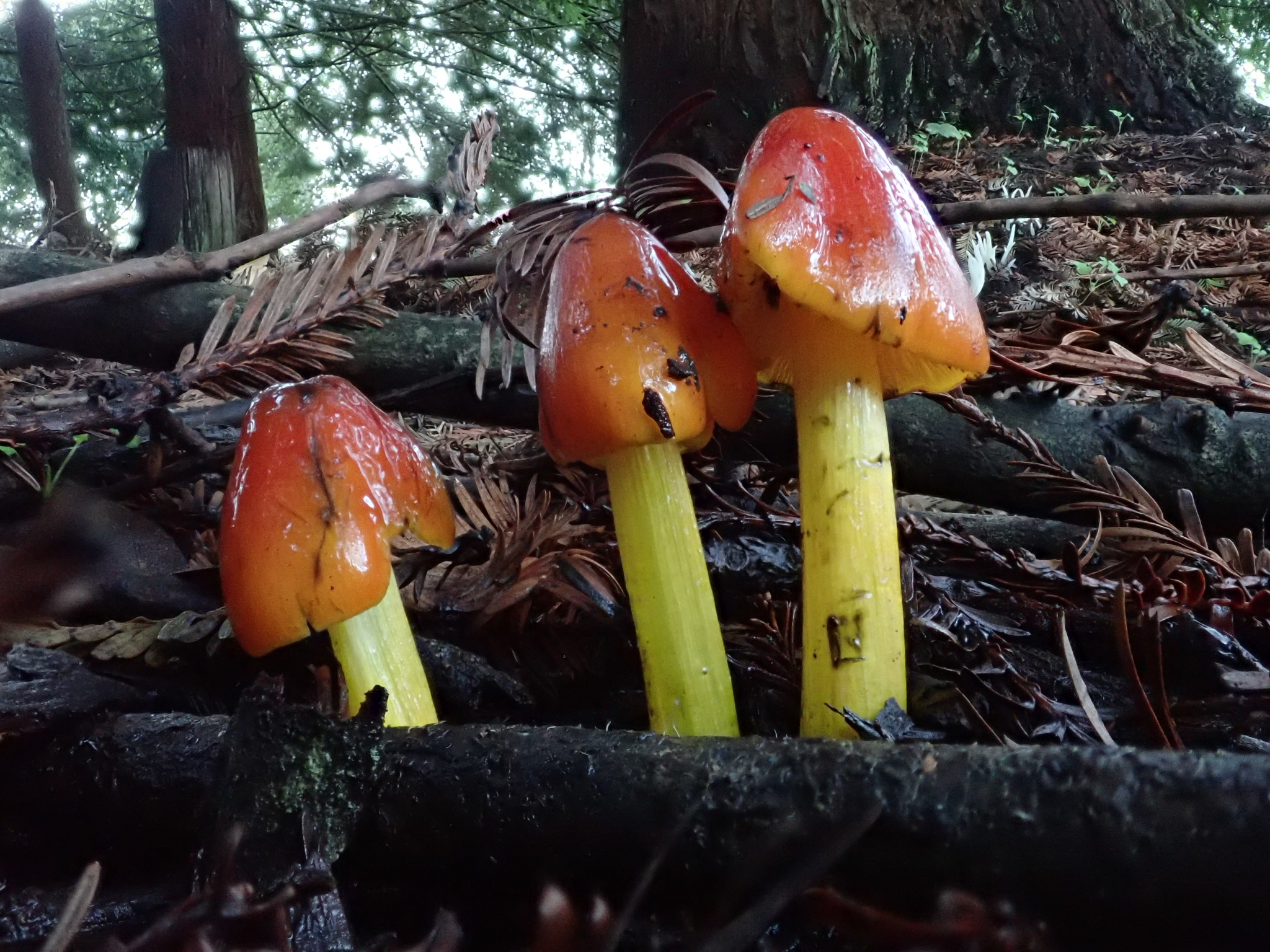
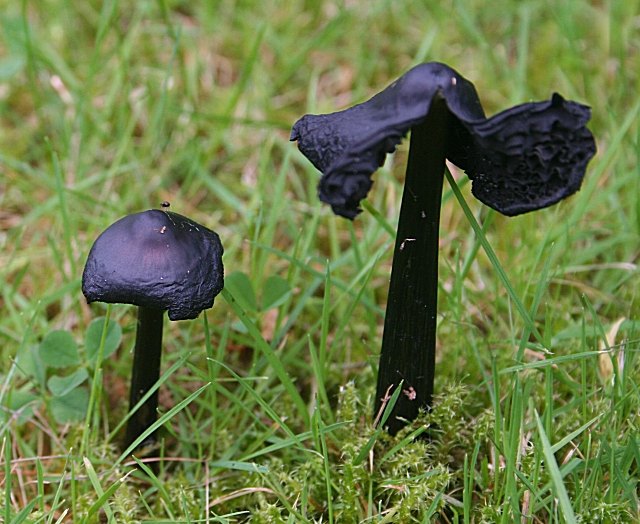
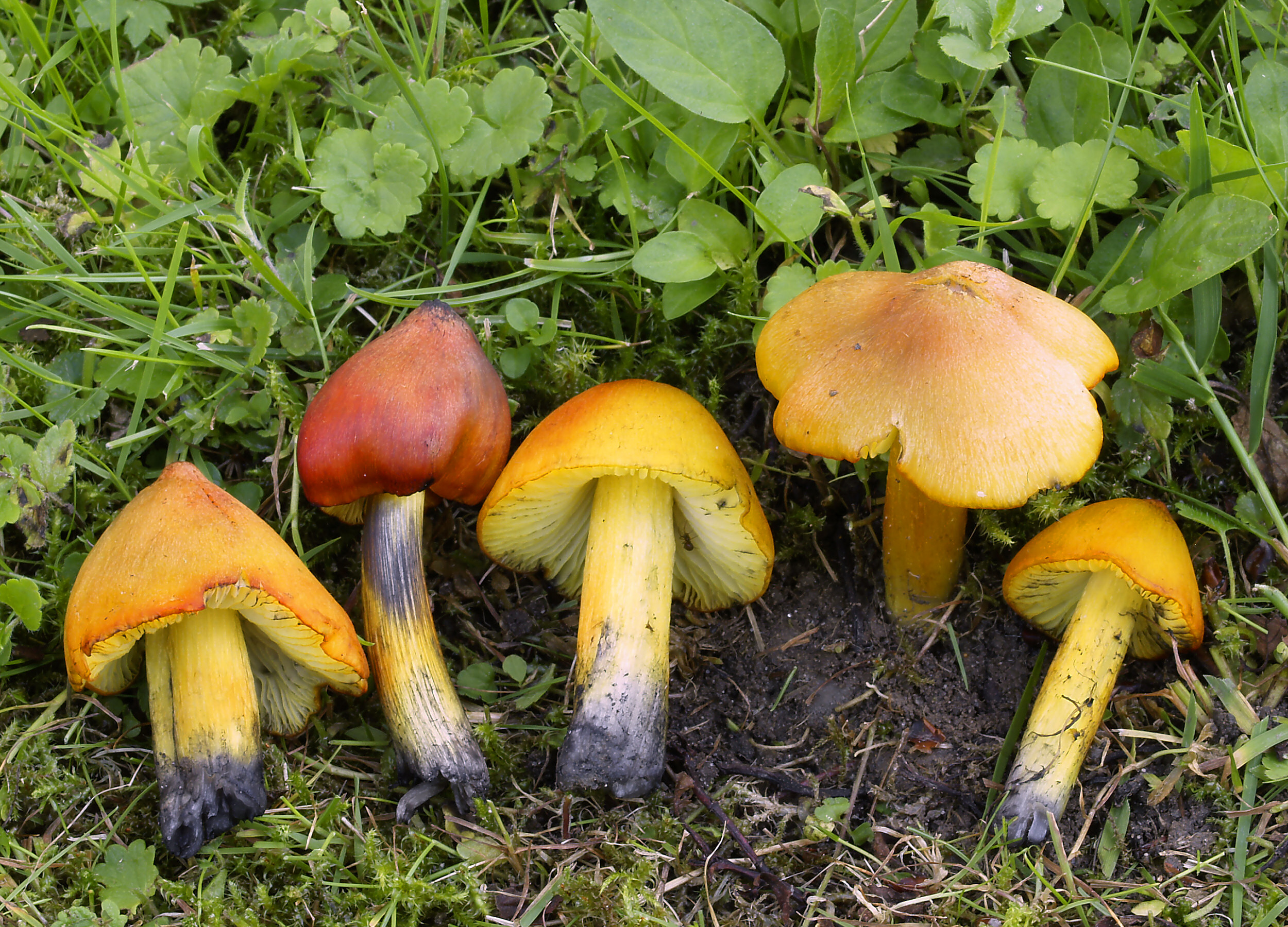
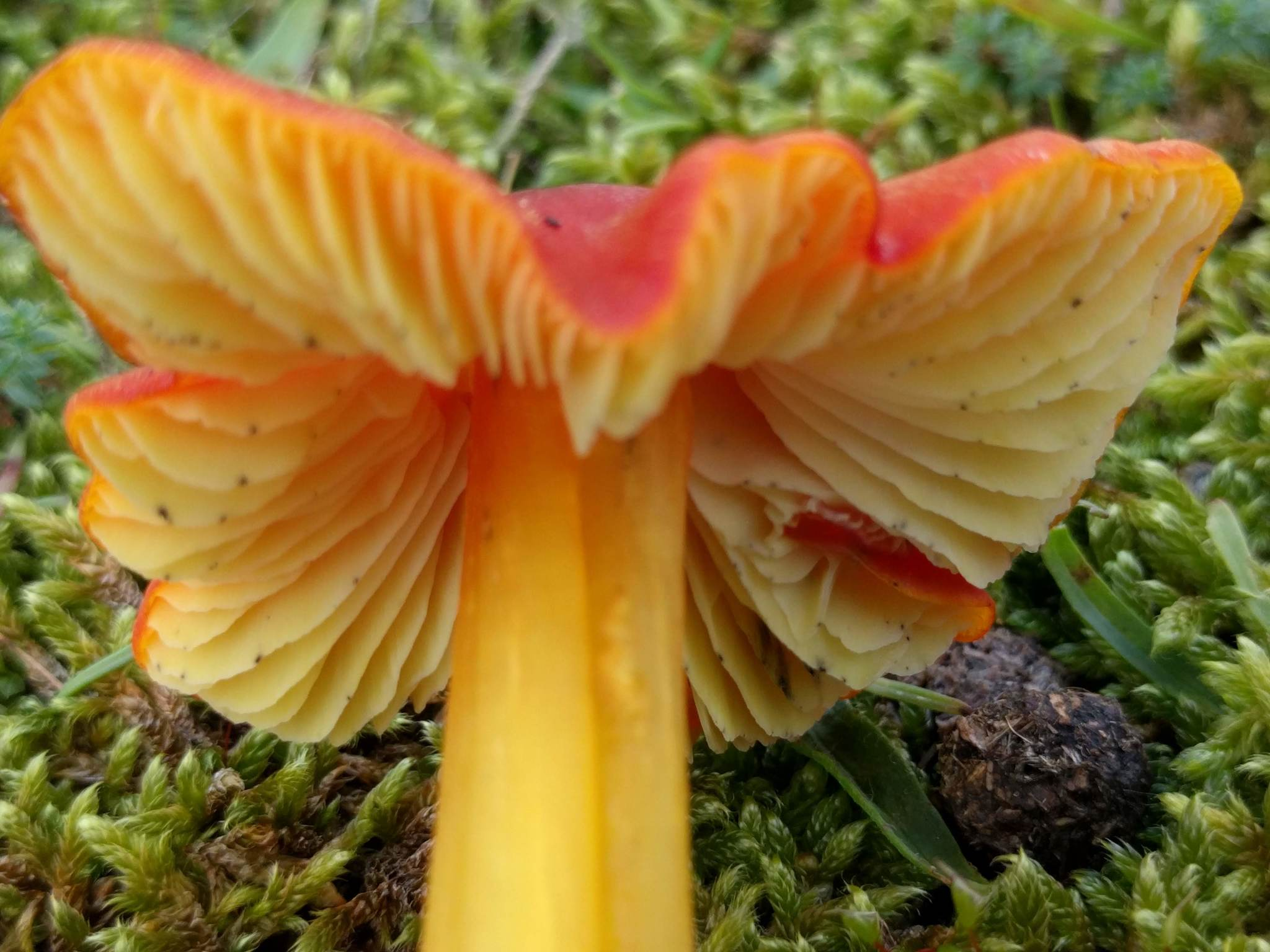

## Možnost záměny
- Voskovka černající (Hygrocybe nigrescens) – liší se tvarem tupého kužele a robustnějšími plodnicemi.
- Voskovka šarlatová (Hygrocybe coccinea) – nečerná
- Voskovka krvavá (Hygrocybe miniata) – nečerná